# Glochidion brooksii
Glochidion brooksii är en emblikaväxtart som beskrevs av Henry Nicholas Ridley. Glochidion brooksii ingår i släktet Glochidion och familjen emblikaväxter. Inga underarter finns listade i Catalogue of Life.